# Friedrich Ernst von Schauroth
Friedrich Ernst Karl Heinrich von Schauroth (* 4. August 1747 in Coburg; † 25. Juni 1815 in Berlin) war ein preußischer Generalmajor. 

## Leben

### Herkunft und Familie
Friedrich Ernst war Angehöriger des thüringisch-sächsischen Adelsgeschlecht von Schauroth. Seine Eltern waren der Oberstleutnant und Erbherr auf Geroda, Hohenstein, Liebau, Lützelbuch und Sorketa Christian Adam von Schauroth (1702–1797) und Susanna von Geiß[enf]els († 1771). Schauroth hatte 10 Geschwister, blieb selbst unvermählt und hinterließ auch keine Leibeserben.

### Werdegang
Schauroth trat als Junker 1762 in das Husarenregiment Nr. 2 der preußischen Armee ein. Er avancierte 1765 zum Kornett und 1769 zum Sekondeleutnant. Schauroth nahm 1778/1779 am bayerischen Erbfolgekrieg teil, wurde 1783 zum Premierleutnant befördert und nahm 1787 am Einmarsch in Holland, insbesondere dem Gefecht bei Amstelveen teil. Er stieg 1789 zum Stabsrittmeister auf und wurde 1792 Rittmeister und Eskadronchef im Husarenregiment Nr. 11. Schauroth avancierte 1793 zum Major, 1804 zum Oberstleutnant und 1806 zum Oberst. Noch 1806 wurde er Kommandeur des Husarenbataillons „von Bila“. Er nahm an der vierten Koalition teil, wurde dabei in den Gefechten bei Schleiz und Saalfeld verwundet. Von der 1807 für ihn vorgesehenen Stelle des Chefs der neuformierten 2. Husarenbrigade wurde Schauroth krankheitsbedingt freigestellt. Er erhielt jedoch 1807 für seinen Einsatz bei Schleiz den Orden Pour le Mérite wurde aber ebenfalls auf halbes Gehalt gesetzt und nahm schließlich 1811 mit den Charakter eines Generalmajors seinen Abschied.
Schauroth war nach seinem Vater Erbherr auf Liebau.